# 3-Jodotirozin
3-Jodotirozin je reversibilni inhibitor enzima tirozinska hidroksilaza.